# Tsering Dolma Gyaltong
Tsering Dolma Gyaltong est une femme tibétaine ayant vécu en exil à Toronto, Ontario, Canada. Tsering était active en tant que membre fondateur de l'Association des femmes tibétaines et en la rétablissant à nouveau en 1984.
Elle était active dans sa critique ouverte du traitement des Tibétains par la Chine.
Tsering était membre du Conseil international des 13 grands-mères indigènes - un groupe d'aînées spirituelles, de guérisseuses et de gardiennes de la sagesse jusqu'à sa mort en 2018,.

## Biographie
Le 12 mars, lors du soulèvement tibétain de 1959, l'Association des femmes tibétaines, dont Tsering est membre fondatrice, a organisé une manifestation de rue avec 500 de ses membres en raison de l'invasion du Tibet par les Chinois et le traitement continu des Tibétains. Pour cette raison, on dit que Tsering a joué un rôle « instrumental » dans la création d'une diversion pour la fuite du 14e dalaï-lama du Tibet le 17 mars. Le mari de Tsering, Tsering Gyaltong, a joué un rôle dans la recherche de soutien au Tibet de la part d'autres gouvernements. Pour cette raison, Tsering et sa famille ont dû quitter le Tibet occupé par les Chinois. Tsering a suivi le dalaï-lama en exil en Inde.
Tsering a déménagé avec sa famille au Canada en 1972 où elle a vécu à Toronto.
En 1984, Tsering est revenue en Inde pour rétablir l'Association des femmes tibétaines en exil. Tsering a assumé de nombreux rôles au sein du comité exécutif - pendant 10 ans ; Vice-président de 1985 à 1988, assistant spécial de 1988 à 1991, vice-président de juin à octobre en 1992 et président de 1993 à 1994.

## Quatrième Conférence mondiale des femmes
En 1995, l'Association des femmes tibétaines en exil a tenté de rejoindre la quatrième conférence mondiale sur les femmes à Pékin en Chine, mais l'organisation s'est vu refuser l'accréditation pour des raisons techniques, une situation qui a reçu une large couverture médiatique désapprobatrice en Amérique et en Europe. Cependant, Tsering et deux autres réfugiées tibétaines canadiennes, rejointes par des déléguées tibétaines d'Australie, de Norvège, de Suède, du Royaume-Uni et des États-Unis ont pu assister à la quatrième conférence mondiale sur les femmes en 1995 à Pékin. Ici, Tsering et ses collègues délégués ont critiqué le traitement des Tibétains par la Chine, en particulier des femmes,.
En raison de la lourdeur de la sécurité chinoise, du franc-parler de Tsering et des actions publicitaires d'autres membres de la délégation des femmes tibétaines, l'événement a été considéré comme un désastre de relations publiques pour la Chine.
Un autre succès a été qu'ils ont pu rencontrer des centaines d'autres déléguées internationales. Elles ont pu réseauter et faire entendre leur message à l'échelle internationale.

## Le Conseil international des 13 grands-mères indigènes

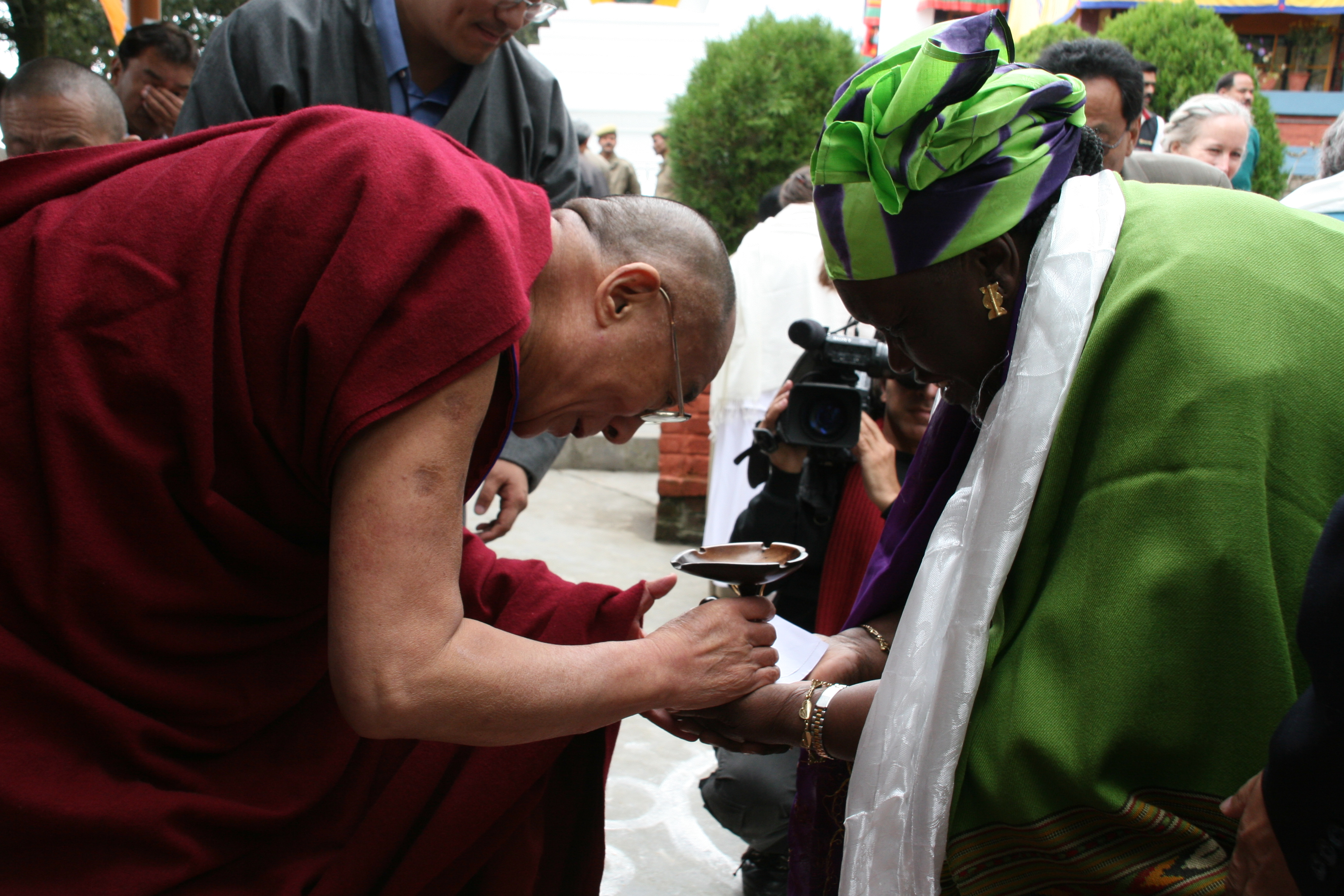
Grand-Mère Rose Bernadette Rebienot Owansango avec le dalaï-lama lors du Conseil international des 13 grands-mères indigènes qui s'est tenu en Inde à Dharamsala en octobre 2006.

En 2004, Tsering a été approchée par le Centre d'études sacrées pour siéger au Conseil international des 13 grands-mères indigènes.
Le conseil a été actif dans la protection des droits et des médecines indigènes et dans la promotion des traditions de sagesse indigènes. En 2006, Tsering Dolma Gyaltong a accueilli une visite des grands-mères à Dharamsala, où elles ont présenté une plume sacrée de condor au Dalaï Lama , ont prié pour la paix dans le monde et "ont mis l'accent sur la protection du patrimoine culturel diversifié sous la forme de différentes langues, la médecine et les cérémonies.",.

## Publication
- (en) Life history of the former cabinet minister Gyaltong Tsering, Tsering Dolma